# Hélio Geraldo Caxambu
Hélio Geraldo Caxambu, mais conhecido como Caxambu (Campinas, 15 de outubro de 1918 — Campinas, 12 de setembro de 1997), foi um goleiro do São Paulo Futebol Clube, tendo participação no time campeão paulista de 1943.

## Carreira
Hélio Geraldo Caxambu, o famoso criador da ponte cravou seu nome na história do futebol Paulista. Caxambu nasceu em 15 de outubro de 1918, na cidade de Campinas e iniciou sua carreira nas equipes de base da Lusa no início dos anos 1930. Época do futebol romântico, onde o profissionalismo ainda não reinava, o ex-jogador, em depoimento registrado no Museu Histórico verde encarnado, relembra estes tempos.
"Os jogadores eram convocados para se apresentar na sede, no prédio Martinelli, às 10h da manhã do dia do jogo. Reunidos todos os jogadores, era o momento do almoço. Eles entravam nos carros dos diretores e iam para uma pensão na rua Quintino Bocaiuva, onde almoçavam canja, bifes, batatas fritas e frutas de sobremesa. Depois da refeição, iam diretamente para o estádio", afirmou funcionário da Casa Fasanello, uma loja lotérica da Rua Direita, às terças e quintas-feiras era dispensado mais cedo para ir treinar na Cesário Ramalho, sob o comando do famoso técnico Eliseo Ferreira, que também era diretor da Lusa. Foi com a equipe de Eliseo Ferreira, que Caxambu, foi bicampeão paulista pela Lusa em 1935 e 1936, pelo campeonato da Apea (Associação Paulista de Esportes Athléticos), única entidade do futebol paulista filiada a CBD-Confederação Brasileira de Desportos, atual CBF.
Após a conquista do bicampeonato pela Lusa, Caxambu foi vendido ao São Paulo por cerca de 300 mil réis aos 19 anos em 1937. Era bom demais embaixo das metas e fazia defesas impressionantes. Deu azar de pegar uma fase ruim do time em início de trabalho. Perdeu a posição quando "King" foi contratado e por lá ficou até 1943. Tido como um dos primeiros ídolos da torcida tricolor, foi o goleiro mais novo da Seleção Paulista, quando ainda tinha 19 anos de idade.
Caxambu, depois fez uma breve passagem na Ponte Preta de Campinas, e retornaria ainda a Lusa em 1944, aonde ficaria até o ano de 1950, após, encerraria sua carreia no Juventus da Mooca, no ano de 1952. Preocupado com a questão social dos colegas, fora dos gramados Caxambu foi responsável pela criação da associação dos jogadores profissionais de futebol, fundada no ano de 1947 e foi escolhido para ser o seu primeiro presidente. Caxambu continuou como presidente da entidade por mais três anos contribuindo significativamente para a conquista de diversos benefícios aos jogadores.

## Títulos
São Paulo
- Campeonato Paulista: 1943